# DeLeon Springs
DeLeon Springs es un lugar designado por el censo ubicado en el condado de Volusia en el estado estadounidense de Florida. En el Censo de 2010 tenía una población de 2614 habitantes y una densidad poblacional de 380,14 personas por km².

## Geografía
DeLeon Springs se encuentra ubicado en las coordenadas 29°7′2″N 81°21′6″O / 29.11722, -81.35167. Según la Oficina del Censo de los Estados Unidos, DeLeon Springs tiene una superficie total de 6.88 km², de la cual 6.88 km² corresponden a tierra firme y (0%) 0 km² es agua.

## Demografía
Según el censo de 2010, había 2614 personas residiendo en DeLeon Springs. La densidad de población era de 380,14 hab./km². De los 2614 habitantes, DeLeon Springs estaba compuesto por el 69.89% blancos, el 5.81% eran afroamericanos, el 0.34% eran amerindios, el 0.99% eran asiáticos, el 0.23% eran isleños del Pacífico, el 20.5% eran de otras razas y el 2.22% pertenecían a dos o más razas. Del total de la población el 44.3% eran hispanos o latinos de cualquier raza.